# Mailand–Sanremo 1970
Mailand–Sanremo 1970 war die 61. Austragung von Mailand–Sanremo, einem eintägigen Radrennen. Es wurde am 19. März 1970 über eine Distanz von 288 km ausgetragen.
Das Rennen wurde von Michele Dancelli vor Gerben Karstens und Eric Leman gewonnen.

## Teilnehmende Mannschaften
| Profi-Radsportteams (24)- Molteni - Peugeot-BP-Michelin - Flandria-Mars - Faemino-Faema - Salvarani - Fagor-Mercier-Hutchinson - Ferretti - Geens-Watney - Germanvox-Wega - Dr. Mann-Grundig - Willem II-Gazelle - Hertekamp-Magniflex - BiC - Scic - Dreher - Sonolor-Lejeune - Filotex - G.B.C.-Zimba - Sagit - La Casera-Peña Bahamontes - Kas-Kaskol - Zonca - Cosatto-Marsicano - Caballero-Laurens |
| |

## Ergebnis
| Rang | Fahrer           | Team                     | Zeit       |
| ---- | ---------------- | ------------------------ | ---------- |
| 1    | Michele Dancelli | Molteni                  | 6h 32' 56" |
| 2    | Gerben Karstens  | Peugeot-BP-Michelin      | + 1' 39"   |
| 3    | Eric Leman       | Flandria-Mars            | gl. Zeit   |
| 4    | Italo Zilioli    | Faemino-Faema            | gl. Zeit   |
| 5    | Walter Godefroot | Salvarani                | gl. Zeit   |
| 6    | Rolf Wolfshohl   | Fagor-Mercier-Hutchinson | gl. Zeit   |
| 7    | Mauro Simonetti  | Ferretti                 | + 1' 43"   |
| 8    | Eddy Merckx      | Faemino-Faema            | + 1' 56"   |
| 9    | Frans Verbeeck   | Geens-Watney             | gl. Zeit   |
| 10   | Guido Reybrouck  | Germanvox-Wega           | gl. Zeit   |